# Selección de fútbol de Puerto Rico
La selección de fútbol de Puerto Rico, conocida también como el Huracán Azul, es el representativo de Puerto Rico a nivel internacional. Es controlada por la Federación Puertorriqueña de Fútbol y está afiliada a la FIFA, a la Concacaf y a la CFU.

## Historia

### sigloXX

#### Inicios y desempeño en los Juegos Centroamericanos y del Caribe
Puerto Rico disputó su primer encuentro internacional ante su similar de Cuba, el 12 de noviembre de 1940, partido que terminó en tablas 1:1. Seis años después participó en la V edición de los Juegos Centroamericanos y del Caribe en Barranquilla (Colombia), siendo su primera competición oficial. Finalizó en el último lugar, protagonizando algunas goleadas de escándalo iniciando con un 12:0 en contra frente a Costa Rica, sus siguientes 5 juegos restantes culminaron en derrota 12:1 vs Panamá, 4:1 contra el local Colombia, 4:1 vs Guatemala, 14:0 vs Antillas y finalmente cerró su participación el 26 de diciembre de 1946 con un 6:0 con Venezuela. En 1959 volvió a disputar la VIII edición de los juegos regionales, en Caracas. Mejoró un poco su anterior presentación, lo que no bastó para evitar ubicarse en el último puesto, obteniendo el quinto lugar.
Entre 1959 y 1986, Puerto Rico fue un animador de los Juegos Centroamericanos y del Caribe, al participar en una orgía y a todas las ediciones ininterrumpidamente. Inclusive, en los Juegos de Santiago de los Caballeros (República Dominicana) de 1986, llegó a cuartos de final, derrotada 4:0 por la selección amateur de México.

#### Primeras eliminatorias y Juegos Panamericanos de 1979
La década del '70 vio a Puerto Rico disputar su primera eliminatoria mundialista, concretamente en las clasificatorias al Mundial de 1974. Fue eliminada por Haití - futuro campeón continental - que se impuso con un contundente resultado global de 12:0. El Huracán Azul no volvería a jugar una eliminatoria hasta 1986. Entretanto organizó y participó en la VIII edición de los Juegos Panamericanos de San Juan, en 1979. Aunque pudo superar la fase de grupos, no pudo pasar de la segunda ronda y acabó en el 5° lugar del certamen, tras el retiro de los Estados Unidos. También organizó el Campeonato de la CFU de 1981 aunque terminó en el cuarto y último lugar de la ronda final.
Puerto Rico regresó a las rondas preliminares de la Copa Mundial de Fútbol, con motivo de las eliminatorias al Mundial de 1986, donde fue apeada a doble partido por El Salvador, que se impuso con un marcador global de 8:0. Cuatro años después volvió a ser eliminada en la fase preliminar de las clasificatorias al Mundial de 1990, aunque su verduga, Jamaica, se impuso por un resultado global menos abultado de 3:1.

#### Copa del Caribe de 1993
En las eliminatorias al Mundial de 1994, los boricuas confirmaron sus progresos y lograron superar a República Dominicana en la primera fase (resultado global de 3:2) con una recordada victoria por 1.2 en Santo Domingo, el 21 de marzo de 1992. En la siguiente ronda fueron de nuevo eliminados por Jamaica que se impuso con un marcador global de 3:1. En las clasificatorias al Mundial de 1998, no siguieron la estela de lo hecho en la eliminatoria anterior, al caer dolorosamente ante San Vicente y las Granadinas por un abultado resultado global de 9:1.
Sin embargo, el hecho relevante de los años '90, fue la clasificación a la fase final de Copa del Caribe, en Jamaica, en 1993. Encuadrada en el grupo del local, Jamaica, junto a las selecciones de San Cristóbal y Nieves y Sint Maarten, Puerto Rico tuvo un buen inicio al golear a Sint Maarten por 3:0. Desafortunadamente, se inclinó dos veces por la mínima ante sus dos otros adversarios, perdiendo toda opción de llegar a las semifinales del torneo. Puerto Rico no ha logrado (hasta la fecha) regresar a la fase de grupos de la Copa del Caribe.

### sigloXXI

#### De 2000 a 2016
Puerto Rico inició el nuevo siglo cayendo ante Aruba en la primera fase del torneo de clasificación al Mundial de 2002 (resultado global de 6:4). Cuatro años más tarde se retiró de las eliminatorias rumbo al Mundial de 2006, dejando que Belice avanzara en su lugar. No obstante, gracias a la participación de jugadores en la MLS y USL, la selección de Puerto Rico mejoró ostensiblemente su nivel, consiguiendo llegar a la segunda fase de clasificación al Mundial de 2010, al superar a su similar de República Dominicana en partido único (1:0 t.s.). Posteriormente, cayó ante Honduras por un marcador global de 6:2, no sin antes arrancarle un empate 2:2 en Bayamón, el 14 de junio de 2008.En las eliminatorias al Mundial de 2014, Puerto Rico integró el grupo D de la primera ronda, junto a sus pares de Canadá, San Cristóbal y Nieves y Santa Lucía. Finalizó en 2° lugar del grupo (detrás de Canadá) con 9 puntos. Si bien ese total resultó insuficiente para avanzar a la segunda ronda, el Huracán Azul obtuvo un meritorio empate 0:0 en Toronto, el 11 de octubre de 2011.

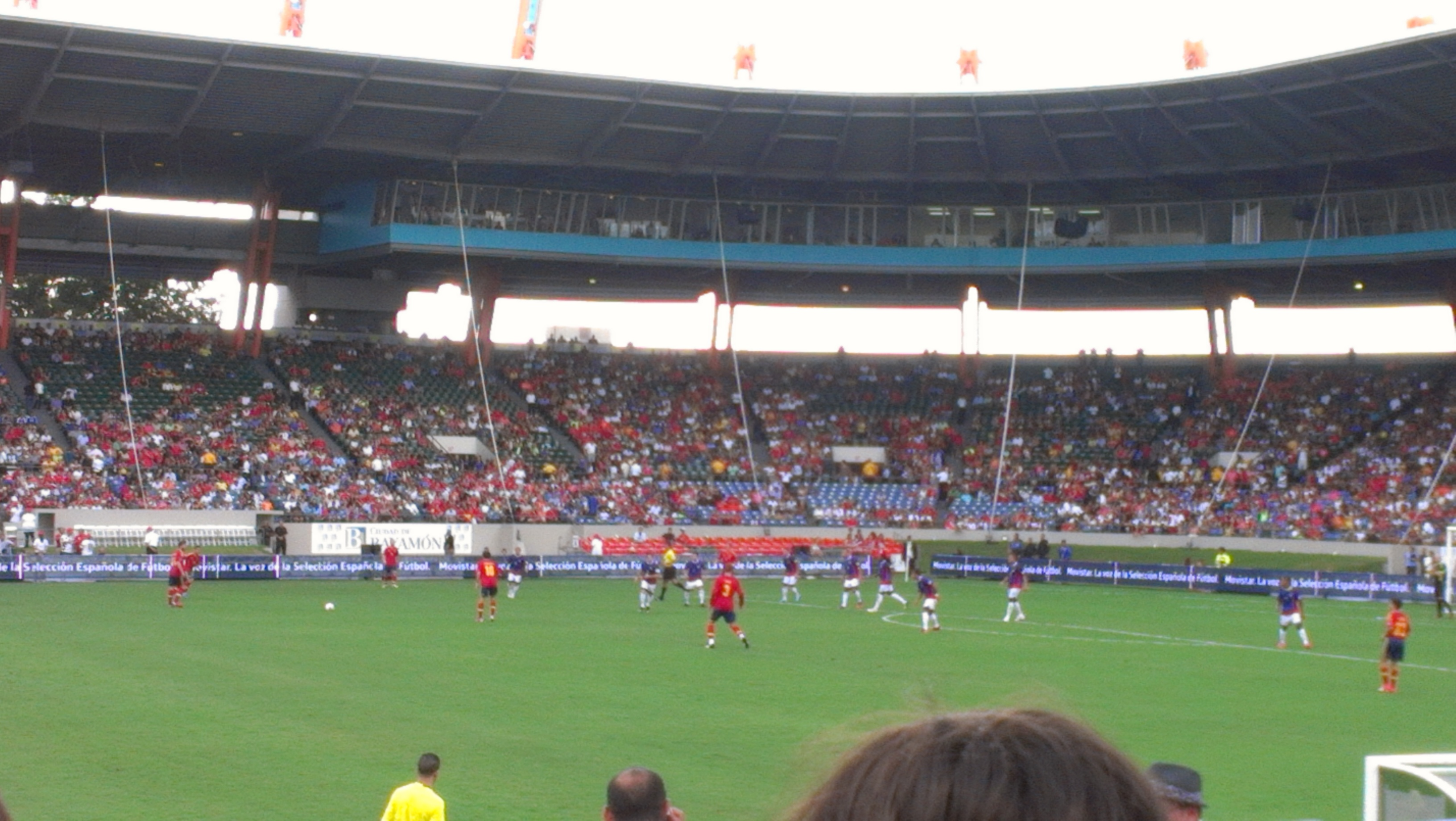
Puerto Rico en un partido amistoso ante.

El 15 de agosto de 2012, la selección puertorriqueña acogió a su similar de España, campeona del mundo y de Europa en funciones, en amistoso internacional de prestigio jugado en la ciudad de Bayamón. Aunque los españoles dominaron el encuentro solo pudieron ganar por un marcador apretado 1:2 (goles de Cazorla y Fàbregas; descontó Cintrón). Era la primera vez que Puerto Rico jugaba ante una selección campeona del mundo y también el primer encuentro de España con una nación caribeña. Los medios de prensa españoles se mostraron muy críticos con el partido.
En las eliminatorias al mundial de Rusia 2018, El Huracán Azul se enfrentó a la selección de fútbol de Granada. En el primer partido, en Bayamón, consiguieron una importante victoria de 1-0, pero en el partido de vuelta perdieron en Granada por 2-0, quedando fuera del mundial por global de 2-1. Después de un año en la Copa del Caribe de 2016 Puerto Rico comienza su primer partido derrotando a Anguila por 4-0 y perdiendo contra Guyana por 1-0 con lo cual logró pasar a la Segunda Ronda donde consigue una victoria frente Antigua y Barbuda por 1-0 y consiguie un empate frente a Granada a la cual derrota (4:3) en la tanda de penales, así Puerto Rico logró llegar históricamente a la Fase Final desde 1993, ahí se enfrentó de vuelta frente a Antigua y Barbuda donde perdió por 3-0 y cerraba el torneo con una derrota por 4:2 frente a Curazao.

### 2018 - 2019 Liga de Naciones de la Concacaf
Para el año 2018, nace la nueva Liga de Naciones de la Concacaf que tenía un sistema de clasificación para asignar los 9 cupos restantes para la Copa Oro 2019 y al mismo tiempo colocar a las selecciones en las diversas ligas correspondiente de acuerdo a su posición en la tabla al finalizar 4 encuentros asignados.
Puerto Rico finalizó en la penúltima posición en la tabla, al ocupar el puesto 33° de 34 participantes en la clasificación, obteniendo ningún punto en sus cuatro partidos donde todos los perdió (1-0 vs San Cristóbal y Nieves, Belice, Martinica) (2-0 vs Granada), quedando en la Liga C y sin poder clasificar a la Copa Oro.
Ya en 2019 en la ronda de grupos de la liga de naciones, Puerto Rico se integró en el grupo C junto a Guatemala y Anguila.
La selección tuvo un rendimiento aceptable ganando los 2 juegos contra Anguila (3:2 y 3:0 respectivamente) y cayendo con Guatemala en ambos juegos por 5:0.

### 2021-presente
La década arranco de buena manera para Puerto Rico, donde sostuvo dos partidos amistosos en enero de 2021 contra República Dominicana donde saco una histórica victoria por 1:0 en Santo Domingo y finalmente con Guatemala donde perdió por 1:0.

## Últimos partidos y próximos encuentros
Actualizado al último partido jugado el 10 de junio de 2025
| Fecha      | Ciudad       | Local           | Resultado | Visitante           | Competición                     |
| ---------- | ------------ | --------------- | --------- | ------------------- | ------------------------------- |
| 06-06-2024 | San Salvador | El Salvador     | 0:0       | Puerto Rico         | Clasificación Copa Mundial 2026 |
| 11-06-2024 | Bayamón      | Puerto Rico     | 8:0       | Anguila             | Clasificación Copa Mundial 2026 |
| 06-09-2024 | Mayagüez     | Haití           | 4:1       | Puerto Rico         | Liga Naciones Concacaf 24/25    |
| 09-09-2024 | Mayagüez     | Aruba           | 0:1       | Puerto Rico         | Liga Naciones Concacaf 24/25    |
| 11-10-2024 | Oranjestad   | Sint Maarten    | 3:2       | Puerto Rico         | Liga Naciones Concacaf 24/25    |
| 14-10-2024 | Oranjestad   | Puerto Rico     | 2:1       | Sint Maarten        | Liga Naciones Concacaf 24/25    |
| 15-11-2024 | Mayagüez     | Puerto Rico     | 5:1       | Aruba               | Liga Naciones Concacaf 24/25    |
| 18-11-2024 | Mayagüez     | Puerto Rico     | 0:3       | Haití               | Liga Naciones Concacaf 24/25    |
| 21-03-2025 | Bayamón      | Puerto Rico     | 2:2       | Rep. Dominicana     | Partido amistoso                |
| 25-03-2025 | Santiago     | Rep. Dominicana | 2:0       | Puerto Rico         | Partido amistoso                |
| 01-06-2025 | Pawtucket    | Puerto Rico     | 1:1       | Nicaragua           | Partido amistoso                |
| 06-06-2025 | Paramaribo   | Surinam         | 1:0       | Puerto Rico         | Clasificación Copa Mundial 2026 |
| 10-06-2025 | Mayagüez     | Puerto Rico     | 2:1       | San Vicente y Grnd. | Clasificación Copa Mundial 2026 |

## Jugadores

### Última convocatoria
Convocatoria final para los partidos amistosos de la fecha FIFA de marzo de 2024 ante la Seleccion de futbol de Belice 
|    | Nombre          | Posición      | Edad    | Club                 |
| -- | --------------- | ------------- | ------- | -------------------- |
| 1  | Ángel Molinari  | Portero       | 24 años | Satélite Norte FC    |
| 12 | Johan Rodríguez | Portero       | 23 años | Delco Academy        |
| 18 | Joel Serrano    | Portero       | 26 años | Los Angeles Force    |
| 3  | Nicolás Cardona | Defensa       | 26 años | Miami FC             |
| 5  | Zarek Valentin  | Defensa       | 33 años | Minnesota United     |
| 69 | Carlos Chad     | Defensa       | 21 años | Vodka Jrs            |
| 15 | Rodolfo Sulia   | Defensa       | 22 años | Chicago House        |
| 23 | Giovanni Padrón | Defensa       | 27 años | Nashville Knight     |
| 20 | Gio Calderón    | Defensa       | 23 años | Hartford Athletic    |
| 21 | Daniel Rosario  | Defensa       | 23 años | Boston University    |
| 2  | Darren Ríos     | Mediocampista | 29 años | Satélite Norte FC    |
| 6  | Juan O'Neill    | Mediocampista | 27 años | Broncos Football SCU |
| 4  | Raúl González   | Mediocampista | 30 años | Memphis 901          |
| 10 | Isaac Angking   | Mediocampista | 25 años | Agente Libre         |
| 11 | Devin Vega      | Mediocampista | 26 años | Agente Libre         |
| 22 | Eli Carr        | Mediocampista | 24 años | Longwood University  |
| 13 | Gerald Díaz     | Mediocampista | 26 años | Vilamarxant CF       |
| 9  | Ricardo Rivera  | Delantero     | 28 años | Vilamarxant CF       |
| 7  | Wilfredo Rivera | Delantero     | 21 años | Orlando City SC      |
| 8  | Lester Hayes    | Delantero     | 32 años | CD El Palo           |
| 16 | Jordan Saling   | Delantero     | 29 años | FC Monmouth          |
| 17 | Kevin Hernández | Delantero     | 26 años | Satélite Norte FC    |
| 19 | Jaden Servania  | Delantero     | 24 años | Birmingham Legion FC |

### Éxodo de jugadores hacia los EE. UU (caso de Chris Armas)
Muchos de los jugadores de la selección boricua juegan también por los Puerto Rico Islanders, equipo de la NASL (Segunda división estadounidense). Algunos de los deportistas que participan ahí terminan jugando en la selección de los Estados Unidos, siendo emblemático el caso de Chris Armas. Este jugador disputó cinco partidos no-oficiales defendiendo la camiseta de Puerto Rico, lo que le permitió participar luego en el combinado estadounidense, donde ocupó exitosamente la posición de mediocampista defensivo.

## Máximos goleadores y más participaciones
- Actualizado al último partido disputado el 13 de junio de 2017.

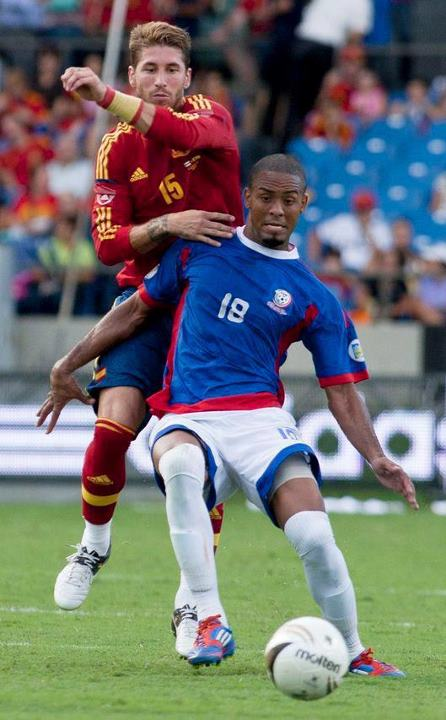
Héctor Ramos jugador con más presencias y además goleador.

| #  | Nombre           | Período   | Participaciones | Goles |
| -- | ---------------- | --------- | --------------- | ----- |
| 1  | Héctor Ramos     | 2010–     | 35              | 21    |
| 2  | Andrés Cabrero   | 2008–     | 35              | 4     |
| 3  | Alexis Rivera    | 2004–2016 | 31              | 0     |
| 4  | Joseph Marrero   | 2011–     | 28              | 6     |
| 5  | Noah Delgado     | 2008–2012 | 23              | 3     |
| 6  | Cristian Arrieta | 2010–2015 | 22              | 5     |
| 7  | Chris Megaloudis | 2008–2012 | 20              | 6     |
| 8  | Andrés Pérez     | 2011–2015 | 19              | 0     |
| 9  | Richard Martínez | 2008–2012 | 17              | 0     |
| 9  | Tyler Wilson     | 2010–2012 | 17              | 0     |
| 10 | John Krause      | 2010–2012 | 16              | 1     |

## Entrenadores
- Eduardo Ordóñez Munguira (1959)
- - Raúl Marchant González (1966)

- - Luis Villarejo (1974–1975)
- Carlos Martinolli (1978–1979)
- Joe Serralta (1979–1982)
- Juan "Tato" Tullier (1982–1984)
- - Luis Villarejo (1986)
- Víctor Hugo Barros (?–1991)
- Arnie Ramírez (1992)
- Oscar Rosa (1992)
- Cristóbal Vaccaro (1996)
- José Luis "Majo" Rodríguez (1999)
- Raimundo Gatinho (2000)
- Toribio Rojas (2002–2003)
- Víctor Hugo Barros (2004)
- Colin Clarke (2007–2011)
- Jack Stefanowski (2011, interino)
- Adrian Whitbread (2011)
- Jeaustin Campos (2011–2013)
- Víctor Hugo Barros (2013–2014)
- José Martínez (2015, interino)
- Carlos Avedissian (2015–2016)
- Jack Stefanowski (2016, interino)
- Carlos García Cantarero (2016–2018)
- Amado Guevara (2018–2019)
- Elgy Morales (2019–2021)
- Dave Sarachan (2021–2023)
- Charlie Trout (2023–Act.)[1]

## Estadísticas

### Copa Mundial de Fútbol
| Copa Mundial de Fútbol | Copa Mundial de Fútbol  | Copa Mundial de Fútbol  | Copa Mundial de Fútbol  | Copa Mundial de Fútbol  | Copa Mundial de Fútbol  | Copa Mundial de Fútbol  | Copa Mundial de Fútbol  |
| Año                    | Ronda                   | J                       | G                       | E                       | P                       | GF                      | GC                      |
| ---------------------- | ----------------------- | ----------------------- | ----------------------- | ----------------------- | ----------------------- | ----------------------- | ----------------------- |
| 1930 - 1938            | No existía la selección | No existía la selección | No existía la selección | No existía la selección | No existía la selección | No existía la selección | No existía la selección |
| 1950 - 1970            | No participó            | No participó            | No participó            | No participó            | No participó            | No participó            | No participó            |
| 1974                   | No clasificó            | No clasificó            | No clasificó            | No clasificó            | No clasificó            | No clasificó            | No clasificó            |
| 1978                   | No participó            | No participó            | No participó            | No participó            | No participó            | No participó            | No participó            |
| 1982                   | No participó            | No participó            | No participó            | No participó            | No participó            | No participó            | No participó            |
| 1986                   | No clasificó            | No clasificó            | No clasificó            | No clasificó            | No clasificó            | No clasificó            | No clasificó            |
| 1990                   | No clasificó            | No clasificó            | No clasificó            | No clasificó            | No clasificó            | No clasificó            | No clasificó            |
| 1994                   | No clasificó            | No clasificó            | No clasificó            | No clasificó            | No clasificó            | No clasificó            | No clasificó            |
| 1998                   | No clasificó            | No clasificó            | No clasificó            | No clasificó            | No clasificó            | No clasificó            | No clasificó            |
| 2002                   | No clasificó            | No clasificó            | No clasificó            | No clasificó            | No clasificó            | No clasificó            | No clasificó            |
| 2006                   | No participó            | No participó            | No participó            | No participó            | No participó            | No participó            | No participó            |
| 2010                   | No clasificó            | No clasificó            | No clasificó            | No clasificó            | No clasificó            | No clasificó            | No clasificó            |
| 2014                   | No clasificó            | No clasificó            | No clasificó            | No clasificó            | No clasificó            | No clasificó            | No clasificó            |
| 2018                   | No clasificó            | No clasificó            | No clasificó            | No clasificó            | No clasificó            | No clasificó            | No clasificó            |
| 2022                   | No clasificó            | No clasificó            | No clasificó            | No clasificó            | No clasificó            | No clasificó            | No clasificó            |
| 2026                   | No clasificó            | No clasificó            | No clasificó            | No clasificó            | No clasificó            | No clasificó            | No clasificó            |
| 2030                   | Por disputar            | Por disputar            | Por disputar            | Por disputar            | Por disputar            | Por disputar            | Por disputar            |
| 2030                   | Por disputar            | Por disputar            | Por disputar            | Por disputar            | Por disputar            | Por disputar            | Por disputar            |
| Total                  | 0/23                    | -                       | -                       | -                       | -                       | -                       | -                       |

### Copa de Oro de la Concacaf
| Copa de Oro de la Concacaf | Copa de Oro de la Concacaf | Copa de Oro de la Concacaf | Copa de Oro de la Concacaf | Copa de Oro de la Concacaf | Copa de Oro de la Concacaf | Copa de Oro de la Concacaf | Copa de Oro de la Concacaf |
| Año                        | Ronda                      | J                          | G                          | E                          | P                          | GF                         | GC                         |
| -------------------------- | -------------------------- | -------------------------- | -------------------------- | -------------------------- | -------------------------- | -------------------------- | -------------------------- |
| 1963 - 1989                | No participó               | No participó               | No participó               | No participó               | No participó               | No participó               | No participó               |
| 1991                       | No clasificó               | No clasificó               | No clasificó               | No clasificó               | No clasificó               | No clasificó               | No clasificó               |
| 1993                       | No clasificó               | No clasificó               | No clasificó               | No clasificó               | No clasificó               | No clasificó               | No clasificó               |
| 1996                       | No clasificó               | No clasificó               | No clasificó               | No clasificó               | No clasificó               | No clasificó               | No clasificó               |
| 1998                       | No clasificó               | No clasificó               | No clasificó               | No clasificó               | No clasificó               | No clasificó               | No clasificó               |
| 2000                       | No clasificó               | No clasificó               | No clasificó               | No clasificó               | No clasificó               | No clasificó               | No clasificó               |
| 2002                       | No clasificó               | No clasificó               | No clasificó               | No clasificó               | No clasificó               | No clasificó               | No clasificó               |
| 2003                       | No clasificó               | No clasificó               | No clasificó               | No clasificó               | No clasificó               | No clasificó               | No clasificó               |
| 2005                       | No clasificó               | No clasificó               | No clasificó               | No clasificó               | No clasificó               | No clasificó               | No clasificó               |
| 2007                       | No participó               | No participó               | No participó               | No participó               | No participó               | No participó               | No participó               |
| 2009                       | No participó               | No participó               | No participó               | No participó               | No participó               | No participó               | No participó               |
| 2011                       | No clasificó               | No clasificó               | No clasificó               | No clasificó               | No clasificó               | No clasificó               | No clasificó               |
| 2013                       | No clasificó               | No clasificó               | No clasificó               | No clasificó               | No clasificó               | No clasificó               | No clasificó               |
| 2015                       | No clasificó               | No clasificó               | No clasificó               | No clasificó               | No clasificó               | No clasificó               | No clasificó               |
| 2017                       | No clasificó               | No clasificó               | No clasificó               | No clasificó               | No clasificó               | No clasificó               | No clasificó               |
| 2019                       | No clasificó               | No clasificó               | No clasificó               | No clasificó               | No clasificó               | No clasificó               | No clasificó               |
| 2021                       | No clasificó               | No clasificó               | No clasificó               | No clasificó               | No clasificó               | No clasificó               | No clasificó               |
| 2023                       | No clasificó               | No clasificó               | No clasificó               | No clasificó               | No clasificó               | No clasificó               | No clasificó               |
| 2025                       | No clasificó               | No clasificó               | No clasificó               | No clasificó               | No clasificó               | No clasificó               | No clasificó               |
| Total                      | 0/28                       | -                          | -                          | -                          | -                          | -                          | -                          |

### Liga de Naciones de la Concacaf
| Liga de Naciones de la Concacaf | Liga de Naciones de la Concacaf | Liga de Naciones de la Concacaf | Liga de Naciones de la Concacaf | Liga de Naciones de la Concacaf | Liga de Naciones de la Concacaf | Liga de Naciones de la Concacaf | Liga de Naciones de la Concacaf | Liga de Naciones de la Concacaf | Liga de Naciones de la Concacaf |
| Año                             | L                               | G                               | Ronda                           | J                               | G                               | E                               | P                               | GF                              | GC                              |
| ------------------------------- | ------------------------------- | ------------------------------- | ------------------------------- | ------------------------------- | ------------------------------- | ------------------------------- | ------------------------------- | ------------------------------- | ------------------------------- |
| 2019-20                         | C                               | C                               | Segundo lugar                   | 4                               | 2                               | 0                               | 2                               | 6                               | 12                              |
| 2022-23                         | C                               | D                               | Primer lugar                    | 4                               | 4                               | 0                               | 0                               | 17                              | 2                               |
| 2023-24                         | B                               | D                               | Segundo lugar                   | 6                               | 4                               | 0                               | 2                               | 22                              | 10                              |
| 2024-25                         | B                               | C                               | Segundo lugar                   | 6                               | 3                               | 0                               | 3                               | 11                              | 12                              |
| Total                           | Total                           | Total                           | 4/4                             | 20                              | 13                              | 0                               | 7                               | 56                              | 36                              |

## Torneos regionales de la CFU

### Copa de Naciones de la CFU
| Copa de Naciones de la CFU | Copa de Naciones de la CFU | Copa de Naciones de la CFU | Copa de Naciones de la CFU | Copa de Naciones de la CFU | Copa de Naciones de la CFU | Copa de Naciones de la CFU | Copa de Naciones de la CFU |
| Año                        | Ronda                      | J                          | G                          | E                          | P                          | GF                         | GC                         |
| -------------------------- | -------------------------- | -------------------------- | -------------------------- | -------------------------- | -------------------------- | -------------------------- | -------------------------- |
| 1978                       | No clasificó               | No clasificó               | No clasificó               | No clasificó               | No clasificó               | No clasificó               | No clasificó               |
| 1979                       | No participó               | No participó               | No participó               | No participó               | No participó               | No participó               | No participó               |
| 1981                       | Cuarto lugar               | 3                          | 0                          | 1                          | 2                          | 1                          | 9                          |
| 1983                       | No clasificó               | No clasificó               | No clasificó               | No clasificó               | No clasificó               | No clasificó               | No clasificó               |
| 1985                       | No clasificó               | No clasificó               | No clasificó               | No clasificó               | No clasificó               | No clasificó               | No clasificó               |
| 1988                       | No clasificó               | No clasificó               | No clasificó               | No clasificó               | No clasificó               | No clasificó               | No clasificó               |
| Total                      | 1/6                        | 3                          | 0                          | 1                          | 2                          | 1                          | 9                          |

### Copa del Caribe
| Copa del Caribe | Copa del Caribe | Copa del Caribe | Copa del Caribe | Copa del Caribe | Copa del Caribe | Copa del Caribe | Copa del Caribe |
| Año             | Ronda           | J               | G               | E               | P               | GF              | GC              |
| --------------- | --------------- | --------------- | --------------- | --------------- | --------------- | --------------- | --------------- |
| 1989            | No participó    | No participó    | No participó    | No participó    | No participó    | No participó    | No participó    |
| 1990            | No participó    | No participó    | No participó    | No participó    | No participó    | No participó    | No participó    |
| 1991            | No clasificó    | No clasificó    | No clasificó    | No clasificó    | No clasificó    | No clasificó    | No clasificó    |
| 1992            | No participó    | No participó    | No participó    | No participó    | No participó    | No participó    | No participó    |
| 1993            | Fase de grupos  | 3               | 0               | 1               | 2               | 7               | 14              |
| 1994            | No clasificó    | No clasificó    | No clasificó    | No clasificó    | No clasificó    | No clasificó    | No clasificó    |
| 1995            | No clasificó    | No clasificó    | No clasificó    | No clasificó    | No clasificó    | No clasificó    | No clasificó    |
| 1996            | No participó    | No participó    | No participó    | No participó    | No participó    | No participó    | No participó    |
| 1997            | Se retiró       | Se retiró       | Se retiró       | Se retiró       | Se retiró       | Se retiró       | Se retiró       |
| 1998            | No clasificó    | No clasificó    | No clasificó    | No clasificó    | No clasificó    | No clasificó    | No clasificó    |
| 1999            | No clasificó    | No clasificó    | No clasificó    | No clasificó    | No clasificó    | No clasificó    | No clasificó    |
| 2001            | No clasificó    | No clasificó    | No clasificó    | No clasificó    | No clasificó    | No clasificó    | No clasificó    |
| 2005            | No clasificó    | No clasificó    | No clasificó    | No clasificó    | No clasificó    | No clasificó    | No clasificó    |
| 2007            | No participó    | No participó    | No participó    | No participó    | No participó    | No participó    | No participó    |
| 2008            | No participó    | No participó    | No participó    | No participó    | No participó    | No participó    | No participó    |
| 2010            | No clasificó    | No clasificó    | No clasificó    | No clasificó    | No clasificó    | No clasificó    | No clasificó    |
| 2012            | No clasificó    | No clasificó    | No clasificó    | No clasificó    | No clasificó    | No clasificó    | No clasificó    |
| 2014            | No clasificó    | No clasificó    | No clasificó    | No clasificó    | No clasificó    | No clasificó    | No clasificó    |
| 2016            | No clasificó    | No clasificó    | No clasificó    | No clasificó    | No clasificó    | No clasificó    | No clasificó    |
| Total           | 1/19            | 3               | 0               | 1               | 2               | 7               | 14              |

## Juegos Regionales

### Fútbol en los Juegos Panamericanos(ODEPA)
| Fútbol en los Juegos Panamericanos | Fútbol en los Juegos Panamericanos | Fútbol en los Juegos Panamericanos | Fútbol en los Juegos Panamericanos | Fútbol en los Juegos Panamericanos | Fútbol en los Juegos Panamericanos | Fútbol en los Juegos Panamericanos | Fútbol en los Juegos Panamericanos |
| Año                                | Ronda                              | J                                  | G                                  | E                                  | P                                  | GF                                 | GC                                 |
| Selecciones Amateurs               | Selecciones Amateurs               | Selecciones Amateurs               | Selecciones Amateurs               | Selecciones Amateurs               | Selecciones Amateurs               | Selecciones Amateurs               | Selecciones Amateurs               |
| ---------------------------------- | ---------------------------------- | ---------------------------------- | ---------------------------------- | ---------------------------------- | ---------------------------------- | ---------------------------------- | ---------------------------------- |
| 1951 - 1975                        | No participó                       | No participó                       | No participó                       | No participó                       | No participó                       | No participó                       | No participó                       |
| 1979                               | Segunda ronda                      | 4                                  | 1                                  | 0                                  | 3                                  | 2                                  | 12                                 |
| 1983                               | No participó                       | No participó                       | No participó                       | No participó                       | No participó                       | No participó                       | No participó                       |
| Total                              | 1/9                                | 4                                  | 1                                  | 0                                  | 3                                  | 2                                  | 12                                 |

### Fútbol en los Juegos Centroamericanos y del Caribe(ODECABE)
| Fútbol en los Juegos Centroamericanos y del Caribe | Fútbol en los Juegos Centroamericanos y del Caribe | Fútbol en los Juegos Centroamericanos y del Caribe | Fútbol en los Juegos Centroamericanos y del Caribe | Fútbol en los Juegos Centroamericanos y del Caribe | Fútbol en los Juegos Centroamericanos y del Caribe | Fútbol en los Juegos Centroamericanos y del Caribe | Fútbol en los Juegos Centroamericanos y del Caribe |
| Año                                                | Ronda                                              | J                                                  | G                                                  | E                                                  | P                                                  | GF                                                 | GC                                                 |
| -------------------------------------------------- | -------------------------------------------------- | -------------------------------------------------- | -------------------------------------------------- | -------------------------------------------------- | -------------------------------------------------- | -------------------------------------------------- | -------------------------------------------------- |
| 1930                                               | No participó                                       | No participó                                       | No participó                                       | No participó                                       | No participó                                       | No participó                                       | No participó                                       |
| 1935                                               | No participó                                       | No participó                                       | No participó                                       | No participó                                       | No participó                                       | No participó                                       | No participó                                       |
| 1938                                               | No participó                                       | No participó                                       | No participó                                       | No participó                                       | No participó                                       | No participó                                       | No participó                                       |
| 1946                                               | No participó                                       | No participó                                       | No participó                                       | No participó                                       | No participó                                       | No participó                                       | No participó                                       |
| Selecciones Amateurs                               |                                                    |                                                    |                                                    |                                                    |                                                    |                                                    |                                                    |
| 1950                                               | No participó                                       | No participó                                       | No participó                                       | No participó                                       | No participó                                       | No participó                                       | No participó                                       |
| 1954                                               | No participó                                       | No participó                                       | No participó                                       | No participó                                       | No participó                                       | No participó                                       | No participó                                       |
| 1959                                               | Quinto lugar                                       | 4                                                  | 0                                                  | 0                                                  | 4                                                  | 1                                                  | 26                                                 |
| 1962                                               | Sexto lugar                                        | 5                                                  | 0                                                  | 0                                                  | 5                                                  | 1                                                  | 24                                                 |
| 1966                                               | Sexto lugar                                        | 5                                                  | 0                                                  | 2                                                  | 3                                                  | 3                                                  | 13                                                 |
| 1970                                               | Sexto lugar                                        | 5                                                  | 0                                                  | 2                                                  | 3                                                  | 3                                                  | 13                                                 |
| 1974                                               | Fase de grupos                                     | 4                                                  | 0                                                  | 0                                                  | 4                                                  | 1                                                  | 16                                                 |
| 1978                                               | Fase de grupos                                     | 4                                                  | 1                                                  | 1                                                  | 2                                                  | 0                                                  | 11                                                 |
| 1982                                               | Fase de grupos                                     | 3                                                  | 1                                                  | 0                                                  | 2                                                  | 4                                                  | 6                                                  |
| 1986                                               | Cuartos de final                                   | 2                                                  | 0                                                  | 0                                                  | 2                                                  | 0                                                  | 8                                                  |
| Total                                              | 8/14                                               | 32                                                 | 2                                                  | 5                                                  | 25                                                 | 13                                                 | 117                                                |

## Récord ante Rivales de oposición
- A continuación se listan las selecciones con las que se ha enfrentado Puerto Rico a lo largo de su historia.
- Actualizado al 18 de noviembre de 2024.

     más victorias
     igualado
     más derrotas
| Rival                        | Juegos | G  | E  | P   | GF  | GC  | DG   |
| ---------------------------- | ------ | -- | -- | --- | --- | --- | ---- |
| Anguila                      | 5      | 5  | 0  | 0   | 21  | 3   | +18  |
| Antigua y Barbuda            | 4      | 3  | 0  | 1   | 10  | 5   | +5   |
| Aruba                        | 4      | 2  | 1  | 1   | 10  | 7   | +3   |
| Bahamas                      | 6      | 6  | 0  | 0   | 30  | 4   | +26  |
| Barbados                     | 3      | 2  | 0  | 1   | 2   | 2   | 0    |
| Belice                       | 3      | 0  | 1  | 2   | 1   | 5   | -4   |
| Bermudas                     | 5      | 3  | 1  | 1   | 6   | 5   | +1   |
| Canadá                       | 3      | 0  | 1  | 2   | 0   | 6   | -6   |
| Colombia                     | 1      | 0  | 0  | 1   | 1   | 4   | -3   |
| Costa Rica                   | 2      | 0  | 0  | 2   | 0   | 16  | -16  |
| Cuba                         | 7      | 0  | 2  | 5   | 2   | 23  | -21  |
| Curazao                      | 9      | 0  | 3  | 6   | 6   | 48  | -42  |
| El Salvador                  | 4      | 0  | 2  | 2   | 2   | 10  | -8   |
| España                       | 1      | 0  | 0  | 1   | 1   | 2   | -1   |
| Estados Unidos               | 1      | 0  | 0  | 1   | 1   | 3   | -2   |
| Granada                      | 8      | 1  | 2  | 5   | 9   | 18  | -9   |
| Guadalupe                    | 13     | 0  | 1  | 12  | 9   | 37  | -28  |
| Guatemala                    | 4      | 0  | 0  | 4   | 1   | 15  | -14  |
| Guayana Francesa             | 1      | 0  | 0  | 1   | 1   | 2   | -1   |
| Guyana                       | 5      | 2  | 0  | 3   | 6   | 7   | -1   |
| Haití                        | 10     | 0  | 1  | 9   | 5   | 32  | -27  |
| Honduras                     | 3      | 0  | 1  | 2   | 2   | 10  | -8   |
| India                        | 1      | 0  | 0  | 1   | 1   | 4   | -3   |
| Indonesia                    | 1      | 0  | 1  | 0   | 0   | 0   | 0    |
| Islas Caimán                 | 4      | 4  | 0  | 0   | 14  | 1   | +13  |
| Islas Vírgenes Británicas    | 5      | 2  | 1  | 2   | 10  | 8   | +2   |
| Jamaica                      | 7      | 0  | 0  | 7   | 3   | 17  | -14  |
| Martinica                    | 13     | 2  | 0  | 11  | 15  | 44  | -29  |
| Nicaragua                    | 5      | 1  | 1  | 3   | 6   | 9   | -3   |
| Panamá                       | 2      | 0  | 0  | 2   | 2   | 14  | -12  |
| República Dominicana         | 14     | 4  | 2  | 8   | 10  | 27  | -17  |
| Rusia                        | 1      | 1  | 0  | 0   | 1   | 0   | +1   |
| Santa Lucía                  | 2      | 2  | 0  | 0   | 7   | 0   | +7   |
| San Cristóbal y Nieves       | 8      | 0  | 2  | 6   | 2   | 11  | -9   |
| San Vicente y las Granadinas | 3      | 0  | 0  | 3   | 1   | 11  | -10  |
| Saint-Martin                 | 2      | 2  | 0  | 0   | 11  | 0   | +11  |
| Sint Maarten                 | 3      | 2  | 0  | 1   | 7   | 4   | +3   |
| Surinam                      | 2      | 0  | 2  | 0   | 1   | 1   | 0    |
| Trinidad y Tobago            | 7      | 0  | 2  | 5   | 5   | 33  | -28  |
| Venezuela                    | 5      | 0  | 1  | 4   | 1   | 20  | -19  |
| TOTAL                        | 187    | 44 | 28 | 115 | 223 | 468 | -245 |